# Vercelli
Vercelli er en by med 45.206(2023) indbyggere og hovedstad i provinsen Vercelli i regionen Piemonte i Italien. Vercelli blev grundlagt i 49 f.Kr.. Byen er en af de ældste i Italien. Vercelli ligger på Posletten, mellem Torino og Milano. Byen ligger 130 meter over havet, har et areal på 79 km² og har ca. 569 indbyggere per km².

## Historie
I det romerske riges tid hed byen Vercellae. I det 10. århundrede f. Kr. var byen beboet af keltere. Syd for den nuværende by vandt Gaius Marius Slaget ved Vercellae mod Kimbrerne i året 101 f.Kr..

## Personer fra Vercelli
- Il Sodoma, maler